# Lakeshore Entertainment
Lakeshore Entertainment Group, LLC är en amerikansk oberoende filmstudio grundat den 1994 av Tom Rosenberg och Ted Tannenbaum, baserad i Beverly Hills, Kalifornien. Företaget har producerat över 60 filmer, inklusive den Oscar-vinnande Million Dollar Baby. Sigurjón Sighvatsson var företagets första verkställande direktör och tjänstgjorde från grundandet till 1998. Han ersattes av producenten Gary Lucchesi. Företaget har också en skivbolagsdivision, Lakeshore Records. 2013 lanserade företaget en tv-avdelning, Lakeshore Television och 2015 lanserade de en digital studio, Off the Dock, som riktar sig till YouTube-demografin.
Företaget har också en internationell försäljnings-, distributions- och produktionsavdelning, Lakeshore International. I mars 2019 lade Lakeshore ut sitt filmbibliotek till salu. Biblioteket innehåller 300 titlar, till exempel New World Pictures-biblioteket (som Lakeshore förvärvade 1996). I oktober 2019 sålde Lakeshore sitt bibliotek och sin internationella verksamhet till Vine Alternative Investments för ungefär 200 miljoner dollar.

## Lista över filmer
- Kategori:Filmer från Lakeshore Entertainment